# Bobby LaKind
Robert Jay LaKind (3 november 1945, New York  – 24 december 1992, Los Angeles) was een Amerikaans muzikant; hij was congaspeler, zanger, songschrijver en soms ook reservedrummer van The Doobie Brothers. 

## Biografie
LaKind was opgegroeid in Teaneck, New Jersey en alwaar hij in 1963 de eindexamenklas van de plaatselijke highschool  haalde. Tijdens zijn studie aan de Universiteit van Kentucky was hij o.a. lid van het Sigma Nu-dispuut, samen met de latere basketballer en coach Pat Riley.
In de jaren zeventig sloot LaKind zich aan bij de roadcrew van The Doobie Brothers; hij begon als lichttechnicus en werd in 1976 bevorderd tot sessemuzikant nadat hij backstage losging op de conga's. LaKind versterkte de Doobies ook bij optredens totdat ze in 1982 besloten om (voorlopig) te stoppen. Tijdens het live op televisie uitgezonden afscheidsconcert was hij in één nummer als zanger te horen; de live-registratie werd in 1983 uitgebracht met vermelding van LaKind als volwaardig bandlid, iets dat vijf jaar eerder slechts voorkwam bij een gastoptreden in de serie What's Happening!!.
In 1987 kwamen The Doobie Brothers weer bij elkaar; in eerste instantie om benefietconcerten te geven voor de Vietnamveteranen en een kinderziekenhuis, maar de reünie beviel ze zo goed dat ze besloten om verder te gaan. LaKind speelde mee op het comebackalbum Cycles dat in 1989 uitkwam, maar moest door ziekte verstek laten gaan voor de tournee die daarop volgde.  
Tijdens de Doobie-loze jaren (en ook na de heroprichting) maakte LaKind deel uit van The Bonedaddys, een band uit zijn woonplaats Santa Monica die gespecialiseerd was in Afro-Cubaanse muziek. Hij speelde conga's en overige percussie en nam in ieder geval twee albums met ze op; A-Koo-De-A uit 1988 en Worldbeatniks uit 1991.
In oktober 1992 gaven de Doobies twee benefietconcerten om geld in te zamelen voor het trustfonds dat was opgericht voor de zonen van LaKind, Nicky en Cutter. Zelf was LaKind ook aanwezig en ondanks zijn verslechterde gezondheidstoestand was hij nog fit genoeg om enkele nummer mee te spelen. Twee maanden later, op kerstavond, overleed hij op 47-jarige leeftijd aan de gevolgen van darmkanker.